# Ommel Kirke
Ommel Kirke mellem Kragnæs og Ommel, Ærø er indviet 6. maj 1894 og tegnet af arkitekt Niels Jacobsen, Odense, der den 25. maj 1892 havde fået opgaven i stedet for Emil Schwanenflügel, da han modsat Schwanenflügel kunne holde sig inden for budgettet på 22.000 kr. Kirken har siden indvielsen været filialkirke til Marstal Kirke.
Fundamentet er støbt af cement og overklædt udvendig med tilhugget granitværk. Kirken er bygget i rundbuestil af røde teglsten og består af skib med tøndehvælv af træ, kor med tresidet afslutning og tårn.
Alterpartiet har et udskåret kors.
Orglet er bygget 1983 af Frobenius og Sønner Orgelbyggeri A/S og er tegnet af arkitekt Alan Havsteen-Mikkelsen. Orglet har 8 stemmer med pedal og piberne fra det det gamle orgel fra 1928 er i stor udstrækning genanvendt.
Kirkeklokken er en stålklokke støbt i Bochum, Tyskland. Den er helt fri for malmtoner.
Der har aldrig været kirkegård om kirken.